# Callistomimus
Callistomimus is een geslacht van kevers uit de familie van de loopkevers (Carabidae). De wetenschappelijke naam van het geslacht is voor het eerst geldig gepubliceerd in 1872 door Chaudoir.

## Soorten
Het geslacht Callistomimus omvat de volgende soorten:
- Callistomimus acuticollis (Fairmaire, 1889)
- Callistomimus aeolus Andrewes, 1937
- Callistomimus alluaudi Maindron, 1909
- Callistomimus alternans Andrewes, 1938
- Callistomimus amoenus Peringuey, 1896
- Callistomimus asper Andrewes, 1930
- Callistomimus azarensis Britton, 1937
- Callistomimus belli Andrewes, 1921
- Callistomimus bicolor Britton, 1937
- Callistomimus bimaculatus Britton, 1937
- Callistomimus caffer (Boheman, 1848)
- Callistomimus cauliops (Bates, 1892)
- Callistomimus chalcocephalus (Wiedemann, 1823)
- Callistomimus chevalieri Alluaud, 1932
- Callistomimus chlorocephalus Kohlar, 1836
- Callistomimus coarctatus (LaFerte-Senectere, 1851)
- Callistomimus convexicollis Britton, 1937
- Callistomimus cyclotus Andrewes, 1938
- Callistomimus dabreui Andrewes, 1921
- Callistomimus davidsoni Mandl, 1986
- Callistomimus depressus Britton, 1937
- Callistomimus dicksoni G.O. Waterhouse, 1884
- Callistomimus dilaceratus Kolbe, 1889
- Callistomimus diversus Barker, 1922
- Callistomimus dollmani Britton, 1937
- Callistomimus dux Andrewes, 1921
- Callistomimus elegans (Boheman, 1848)
- Callistomimus exsul Kuntzen, 1919
- Callistomimus gabonicus Alluaud, 1932
- Callistomimus gracilis Andrewes, 1931
- Callistomimus gratus Peringuey, 1896
- Callistomimus guineensis Alluaud, 1932
- Callistomimus guttatus Chaudoir, 1872
- Callistomimus hovanus Fairmaire, 1901
- Callistomimus insuetus Peringuey, 1896
- Callistomimus jucundus Andrewes, 1921
- Callistomimus kilimanus Alluaud, 1932
- Callistomimus latefasciatus Britton, 1937
- Callistomimus lebioides (Bates, 1892)
- Callistomimus littoralis (Motschulsky, 1859)
- Callistomimus maurus Mandl, 1986
- Callistomimus modestus (Schaum, 1863)
- Callistomimus nair (Maindron, 1909)
- Callistomimus nepalensis Habu, 1978
- Callistomimus nigropunctatostriatus Mandl, 1986
- Callistomimus nodieri Alluaud, 1932
- Callistomimus obscurus Barker, 1922
- Callistomimus okutanii Habu, 1952
- Callistomimus pachys Alluaud, 1932
- Callistomimus pernix Andrewes, 1936
- Callistomimus philippinus Jedlicka, 1935
- Callistomimus placens Peringuey, 1904
- Callistomimus pseudojucundus Mandl, 1986
- Callistomimus pulchellus Barker, 1922
- Callistomimus quadricolor (Putzeys, 1877)
- Callistomimus quadriguttatus (Putzeys, 1877)
- Callistomimus quadrimaculatus Kolbe, 1889
- Callistomimus quadripustulatus (Gory, 1833)
- Callistomimus quinquemaculatus (Laferte-Senectere, 1851)
- Callistomimus rivularis Alluaud, 1932
- Callistomimus rubellus (Bates, 1892)
- Callistomimus rubricosus Alluaud, 1932
- Callistomimus rufiventris Britton, 1937
- Callistomimus rugosus Britton, 1937
- Callistomimus sennariensis Alluaud, 1932
- Callistomimus sexpustulatus (Boheman, 1848)
- Callistomimus sikkimensis Andrewes, 1921
- Callistomimus sinicola Mandl, 1981
- Callistomimus strigipennis (Fairmaire, 1901)
- Callistomimus subnotatus Andrewes, 1921
- Callistomimus suturalis Fleutiaux, 1887
- Callistomimus trichros Andrewes, 1936
- Callistomimus tumidipes Britton, 1937
- Callistomimus venustus Andrewes, 1921
- Callistomimus virescens Andrewes, 1921
- Callistomimus vitalisi Andrewes, 1921